# Aldsworth
Aldsworth is een civil parish in het Engelse graafschap Gloucestershire. Als landgoed werd Aldworth reeds vermeld in het Domesday Book van 1086. Indertijd telde men er onder meer 41 huishoudens, een aanzienlijk aantal voor die tijd. De heer had land voor drie ploegen, de boeren voor vijftien.
De plaats heeft 23 vermeldingen op de Britse monumentenlijst. Daaronder bevindt zich de Anglicaanse dorpskerk, waarvan de oudste delen uit de twaalfde eeuw stammen.